# Азійське товариство у Колкаті

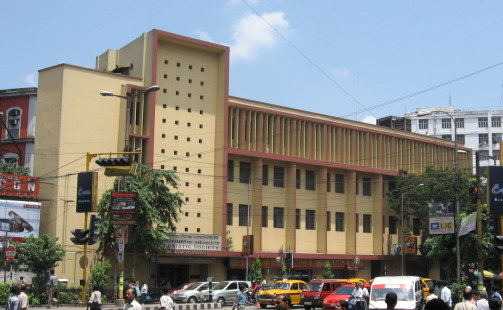
Нова будівля Азійського товариства в Колкаті

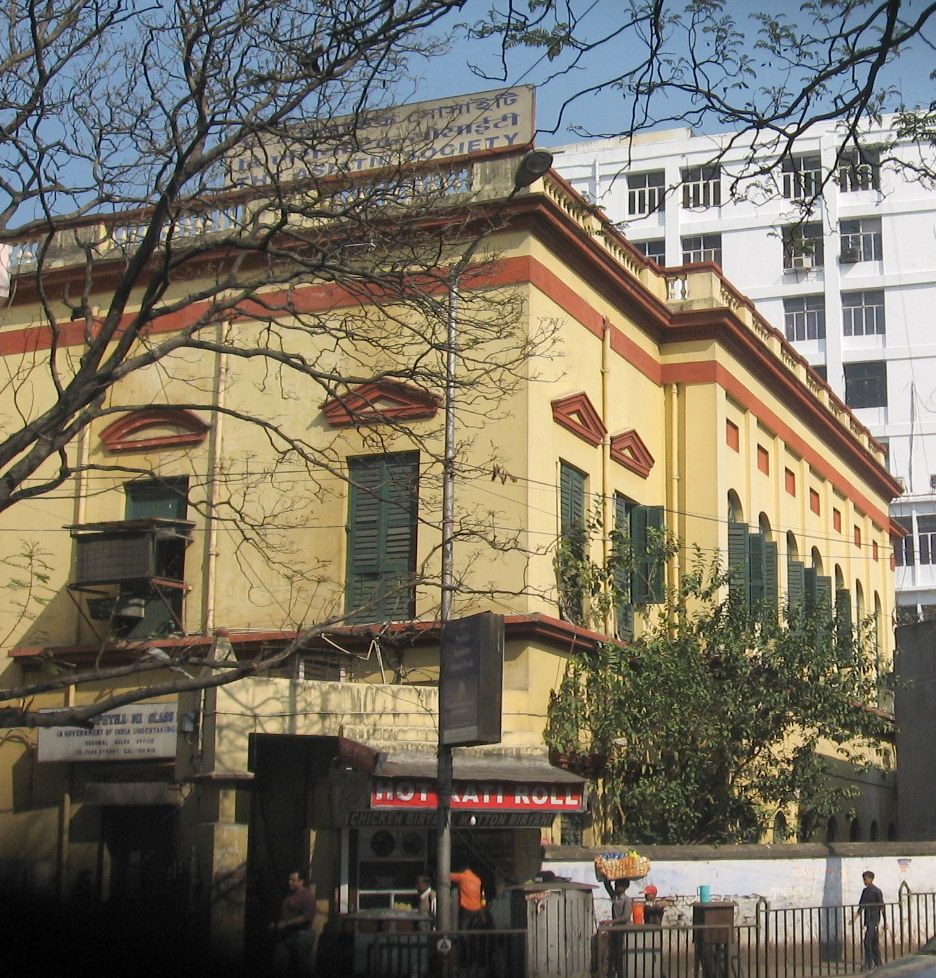
Стара будівля Азійського товариства

Азійське товариство (англ. The Asiatic Society) — сходознавча організація, заснована 15 січня 1784 року в Колкаті.

## Назва
На момент заснування товариство називалося «Asiatick Society», але вже в 1825 році буква «k» з назви була взагалі вилучена, без жодного офіційного рішення, й організація стала називатися «The Asiatic Society». У 1832 році товариство було перейменовано в «Азійське товариство Бенгалії» (англ. The Asiatic Society of Bengal а в 1936 році — в «Королівське азійське товариство Бенгалії» (англ. The Royal Asiatic Society of Bengal Зрештою, в липні 1951 року було повернуто колишню назву від 1825 року — «Азійське товариство».

## Історія
У січні 1784 Вільям Джонс надіслав циркулярний лист обраному числу британських жителів Колкати з пропозицією заснувати товариство для азійських досліджень. На його запрошення 30 осіб, зокрема сер Чарльз Вілкінс, Джонатан Дункан та інші, зустрілися в кімнаті великого журі Верховного суду (у Форт-Вільямі) 15 січня 1784 року. Збори проходили під головуванням сера Роберта Чемберса, і Джонс на них виголосив свою першу промову, в якій виклав своє бачення щодо діяльності товариства. Пост першого президента був запропонований генерал-губернатору Воррену Гастінгсу, а сам Вільям Джонс став віце-президентом товариства. Але незабаром Гастінгс відмовився від поста президента, і на його місце 5 лютого 1784 року був обраний Вільям Джонс, який очолював товариство до самої своєї смерті в 1794 році.
З 1784 по 1828 рік членами товариства обиралися тільки європейці. У 1829 році за ініціативи Г. Г. Вілсона членами товариства стали такі відомі індійці, як Двараканатх Тагор, Махараджа Байд'янатх Рой та інші. Першим індійським президентом товариства став в 1885 Раджендралал Мітра.
У 1984, в рік двохсотріччя Азійського товариства, Індійський парламент визнав його установою національної значимості і виступив за повне фінансування всіх починань цієї організації. Також у святкуванні брала участь Індіра Ганді, яка надала товариству грант на суму 5 мільйонів рупій.
Товариством та його членами було опубліковано в різних книжкових серіях кілька сотень східних текстів на санскриті, перською, арабською мовами, бенгалі, тибетською й іншими азійськими мовами, як в оригіналі, так і в перекладі. Особливо виділяється санскритська серія «Bibliotheca Indica», заснована в 1848 році. Так, Чарльз Вілкінс переклав «Бгаґавад-Ґіту» (1785), «Гітопадешу» (1787) і видав «Граматику санскритської мови». Вільям Джонс переклав «Шакунталу» Калідаси (1789), «Гітаговінду» Джаядева (1792) і «Закони Ману-Смріті», видав «Рітусамхару» в 1792. Сер Джон Шор, який очолив товариство після смерті Джонса, переклав з перської версії короткий варіант «Йога-Васиштхи». Г. Т. Колбрук, президент товариства в 1806—1815, випустив критичне видання санскритського словника «Амара-коша». Г. Г. Вілсон, секретар товариства в 1811—1832, опублікував «Мегхадуту» Калідаси (1813) і «Раджатарангіні» Кальхани (1825), переклав 18 пуран англійською мовою і в 1827 році видав в трьох томах дослідження театрального мистецтва індусів. Також вагомий внесок в дослідження індійських текстів і мов вніс Джон Фейтфул Фліт.
З 1788 року й дотепер Азійським товариством видається науковий журнал, на даний момент він називається «Journal of the Asiatic Society».

## Будівля
29 вересня 1796 товариство вирішило, що настав час мати власну будівлю для періодичних зустрічей. 15 травня 1805 року організація отримала в подарунок ділянку землі на Парк-стріт в Колкаті. План для спорудження будівлі був створений капітаном Томасом Престоном. Французький архітектор Жан Жакес Пішон вніс певні корективи і сконструював двоповерхову будівлю. Будівництво даного приміщення площею 15 071 квадратних футів обійшлося в 30 000 рупій. Перші збори клубу в новій будівлі відбулося 3 лютого 1808 року. У 1961 році, за підтримки Уряду Індії й Уряду Західної Бенгалії, було розпочато будівництво нового чотирьохповерхового будинку Азійського товариства, і вже 22 лютого 1965 року Радхакришнан, майбутній президент Індії, офіційно відкрив його.

## Бібліотека
Зараз в бібліотеці Азійського товариства знаходиться близько 117 тисяч книг і 80 тисяч журналів, надрукованих практично всіма основними мовами світу. Є в наявності також колекція з 293 карт, мікрофіші 48 тисяч робіт, мікрофільми 387 тисяч сторінок, 182 малюнка, 2500 буклетів і 2150 фотографій. Найстаріша друкована книга в цій бібліотеці — Astronomicorum Libri Юлія Фірміці 1499 року видання. Також бібліотека має багату колекцію манускриптів, кількістю близько 47 тисяч, написаних 26 видами писемності. У бібліотеку поступово увійшли також колекція Тіпу Султана (в тому числі рукописи «Корану» і «Шахнаме» з підписом самого Джаханшаха), а також величезна особиста бібліотека Коліна Маккензі (книги в основному про Південну Азію) і ботанічна бібліотека Натаніеля Валліха.

## Музей
Музей Азійського товариства був заснований у 1814 році під керівництвом Натаніеля Валліха. Швидке зростання музейних зібрань видно вже з його першого каталогу, опублікованого в 1849 році. У музеї знаходяться: наскельний едикт Ашоки, важливі зібрання написів на мідних пластинах, монет, скульптур, рукописів і архівних записів. Тут також представлені шедеври таких майстрів живопису як Петер Рубенс, Джошуа Рейнольдс і Гвідо Каньяччі.